# Diecezja San Marino-Montefeltro
Diecezja San Marino-Montefeltro (łac. Dioecesis Sammarinensis-Feretrana) – katolicka diecezja w San Marino, obejmująca swoim zasięgiem cały kraj oraz część Włoch. Siedziba biskupa znajduje się w katedrze Świętego Bartłomieja w Pennabilli (Prowincja Rimini we Włoszech).

## Historia
Diecezja Montefeltro powstała w IX wieku, 22 lipca 1977 jej nazwa została zmieniona na Diecezję San Marino-Montefeltro.

## Podział administracyjny
Diecezja San Marino-Montefeltro składa się z 81 parafii, w tym 12 na terytorium San Marino.

## Patroni
Patronami diecezji są święci: Maryn i Leon.